# Nesobasis caerulescens
Nesobasis caerulescens là một loài chuồn chuồn kim trong họ Coenagrionidae.
Nesobasis caerulescens được Donnelly miêu tả khoa học năm 1990.